# Gérald Gambetta
Pas d'image ? Cliquez ici

a Compétitions nationales et continentales officielles uniquement.

Dernière mise à jour le 27 mars 2023.
Gérald Gambetta, né le 22 avril 1984 à Villeurbanne (Rhône), est un joueur de rugby à XV et à sept français qui a pris sa retraite sportive en 2012. Il a évolué notamment au poste de troisième ligne aile au sein de l'effectif du Lyon OU (1,84 m pour 99 kg).
Souffrant de nombreuses blessures il décide de mettre fin à sa carrière professionnelle en 2012 à seulement 28 ans, il intègre alors le staff sportif du LOU en tant que Team manager.

## Carrière
- Jusqu'en 2002 : ASVEL rugby
- 2002-2003 : CS Bourgoin-Jallieu
- 2003-2012 : Lyon OU

## Palmarès

### En club
- Finaliste du championnat de France de Pro D2 : 2005
- Finaliste du championnat de France Crabos (avec Villeurbanne face à Massy et avec Bourgoin face à Pau)

### En équipe nationale
- Équipe de France de rugby à sept (participation aux tournois de Londres et Édimbourg 2007)
- Équipe de France Universitaire : 2 sélections en 2004 (Pays de Galles, Italie A)
- Équipe de France -21 ans :
  - 2005 : participation au championnat du monde en Argentine en tant que capitaine ; 4 sélections (Italie, Angleterre, Australie, Nouvelle-Zélande), 1 essai
  - 8 sélections en 2004-2005
- Équipe de France -19 ans :
  - 2003 : participation au championnat du monde en France, 1 sélection (Canada)
  - 3 sélections en 2002-2003
- Équipe de France -18 ans